# محطة ليمريك للطاقة النووية

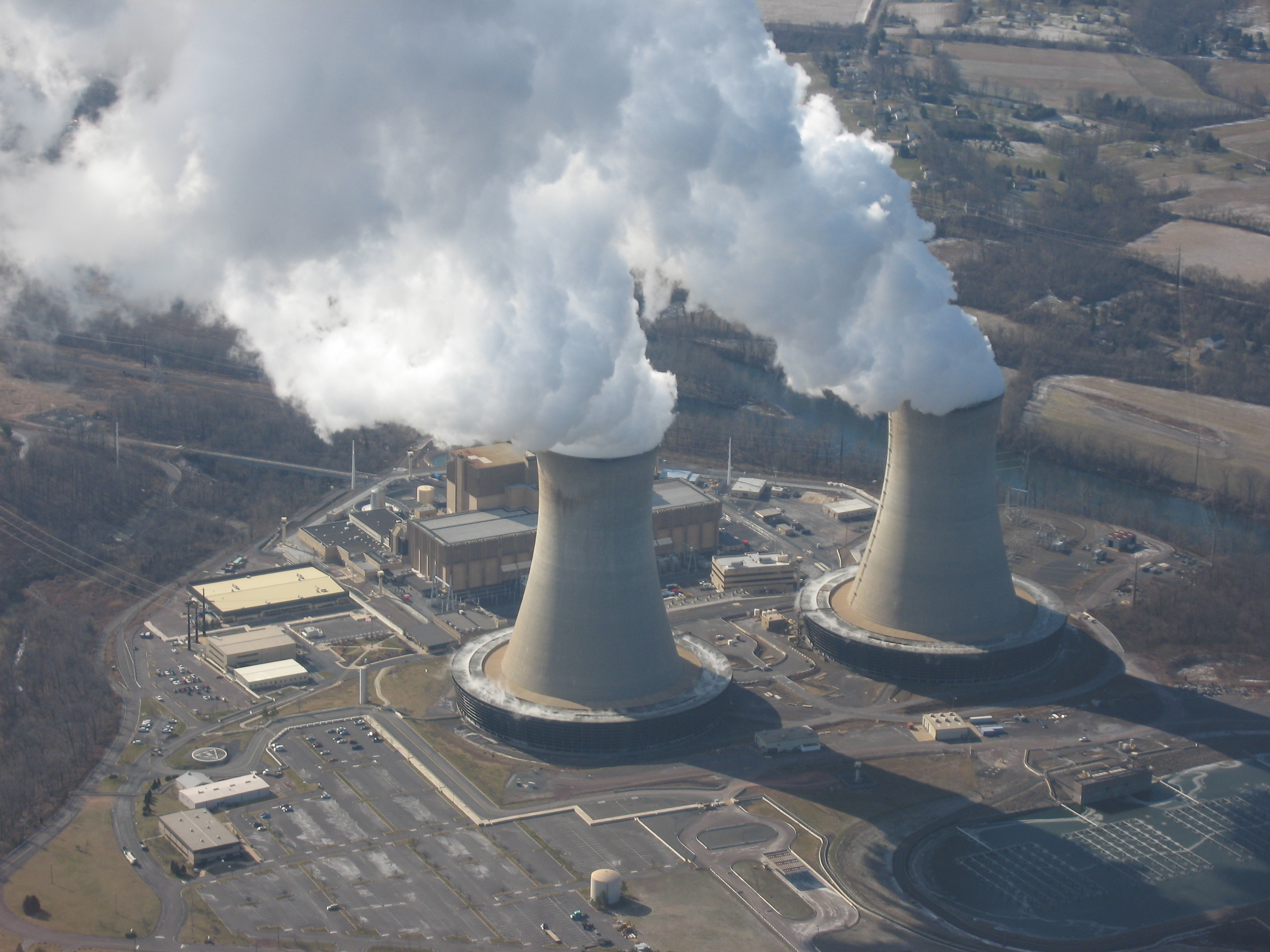
محطة ليمريك للطاقة النووية

محطة ليمريك للطاقة النووية هي محطة للطاقة النووية في ولاية بنسلفانيا في بلدة ليمريك شمال غرب فيلادلفيا.

## نبذة
تحتوي المحطة على وحدتين من مفاعل الماء المغلي التابع لشركة جنرال إلكتريك، يتم تبريدهما بواسطة أبراج تبريد السحب الطبيعية. تستطيع الوحدتان إنتاج أكثر من 1200 ميجاوات من الطاقة، والتي توفر مجتمعة الكهرباء لأكثر من مليوني أسرة.
تمتلكها شركة اكسيلون وتديرها. باستثناء انقطاع التزود بالوقود، تعمل محطة توليد ليمريك دائمًا بنسبة 100٪ من الطاقة.
بالنسبة إلى الطاقة الاحتياطية الحاسمة ، تعتمد شركة اكسيلون على ثمانية مولدات تعمل بالديزل في حالات الطوارئ التي توفر كل منها 3000 كيلوواط من الطاقة، وتكون قادرة على تحقيق السرعة المقدرة في غضون عشر ثوان من البداية.

## السكان المحيطون
تُعرّف لجنة التنظيم النووي منطقتين للتخطيط لحالات الطوارئ حول محطات الطاقة النووية: منطقة مسار التعرض والتي يبلغ قطرها 10 أميال (16 كم)، وتهتم في المقام الأول بالتعرض واستنشاق التلوث الإشعاعي المحمول جواً، ومنطقة مسار الابتلاع في حوالي 50 ميلا (80 كم)، المعنية في المقام الأول مع تناول الطعام والسائل الملوث بالإشعاع.
بلغ عدد السكان لعام 2010 على بعد 10 أميال (16 كم) من ليمريك 252،197، بزيادة قدرها 18.7% خلال عقد من الزمان.

## خطر الزلازل
كان تقدير لجنة التنظيم النووي لمخاطر حدوث زلزال شديد كل عام بما يكفي لإحداث أضرار جوهرية للمفاعل في ليمريك هو 1 في 18،688، وفقا لدراسة أجرتها هيئة التنظيم النووي في أغسطس 2010. في أعقاب كارثة فوكوشيما دايتشي النووية في عام 2011، أعلنت السلطات الحكومية أن المحطة ستخضع لمزيد من التقييمات لمخاطر النشاط الزلزالي.